# 小千谷縮

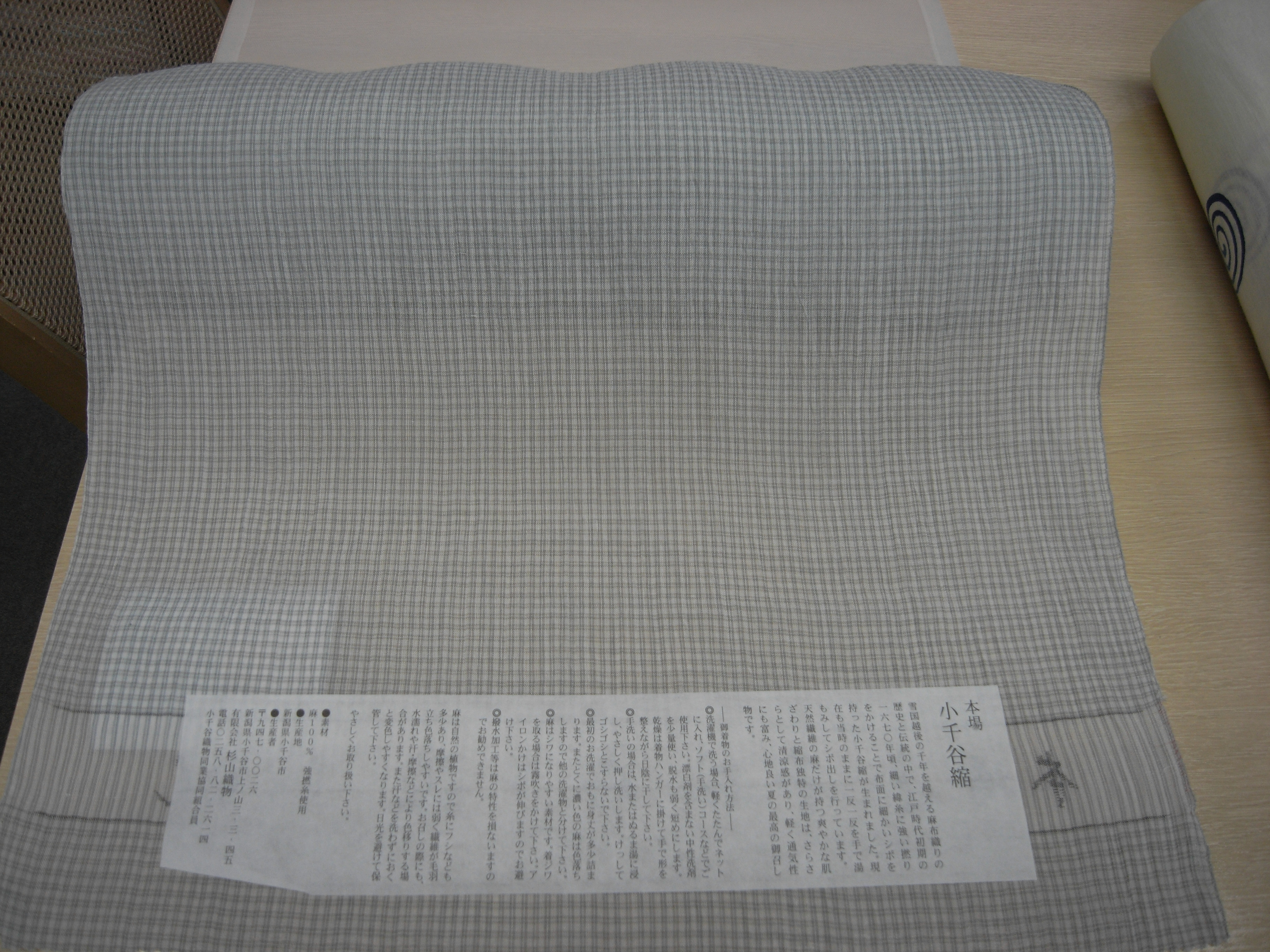
小千谷縮

小千谷縮（おぢやちぢみ）は、新潟県小千谷市周辺を生産地とする苧麻（カラムシ）を使った麻織物。撚りが強い緯糸で織った布を湯もみする事で「しぼ」を出した織物である。国の重要無形文化財の指定要項にそったものが、南魚沼市を生産地とする越後上布と共に、国の重要無形文化財に指定、ユネスコの無形文化遺産に登録されている。堀次郎将俊が越後麻布から改良したもので、昔は農民の副業として特に冬に生産されていた。
小千谷縮の重要無形文化財指定要件は以下のとおりである。
- すべて苧麻を手うみした糸を使用すること。
- 絣模様を付ける場合は、手くびりによること。
- いざり機で織ること。
- しぼとりをする場合は、湯もみ、足ぶみによること。
- さらしは、雪ざらしによること。

## 歴史
17世紀、堀次郎将俊（明石次郎）が、絹織物であった明石縮の技法を応用し、越後麻布の改良に成功した。その改良は魚沼地方全体に広がっていった。当時は、越後縮と呼ばれていた。17世紀中頃、小千谷で縮市が開かれるようになった。魚沼・刈羽・頸城で織られた縮が小千谷の仲買人・問屋に集められた。他に、堀之内・十日町でも縮市が開かれていた。『越後名寄』には、「4月から7月迄行われる縮市には、江戸・京・大坂など日本中の商人が集まっていた」と書かれている。
1800年の『北越志』には、「大きな家も、小さな家も、民家は一軒残らず機織の音のしない家はない。皆、縮を織っているのだ。」と書かれている。『北越志』の著者が越後を訪れたのは夏の頃で、織りの最盛期ではなかったが、それでも、多くの家が機織していたという。寛政の改革（1787年）、天保の改革（1842年）で、高級品の売買や使用を制限されたため、縮問屋や生産者は大損害を受けた。江戸時代後半には非常に精緻な域に達し銅銭の孔を通せるほどの薄い反物を製産できるまでになり、大阪の盲人音楽家峰崎勾当作曲の手事物地歌曲、越後獅子の中でも、越後の名産品の一つとして「縮は肌のどこやらが見え透く国の風流を…」と謳われている。同曲は後に長唄にも取り入れられ、著名な歌舞伎舞踊曲となっている。
1955年5月12日、「越後縮」として国の重要無形文化財に指定される。指定名称は1960年に「小千谷縮・越後上布」に変更。1976年、越後上布・小千谷縮布技術保存協会が保持団体に認定されている。2009年9月30日、ユネスコ無形文化遺産に登録される。

## 小千谷縮と堀次郎将俊
堀次郎将俊は播磨国明石出身の浪人で、明石次郎とも呼ばれていた。17世紀、同市山谷の庄屋の家に妻と2人の娘と共に移り住んだ。越後麻布を改良し、村人に教え、魚沼地方に広げた。その改良は、緯糸に強いよりを加えて「シボ」をだし、苧績みや、布のさらし方にも工夫を凝らしたものだった。その後、小千谷縮は夏の高級織物として日本中に名が広がった。堀の死後、小千谷縮を発明し、小千谷を発展させた彼の功績を称え、明石堂が建てられた。今でも、9月12日には、織物組合による祭りが開かれている。また、明石堂は2006年に小千谷市指定文化財に指定。

## 縮商人
西脇家はじめ、多くの問屋があった。また、小さな旅商人は、1人で3、40反の縮を担ぎ江戸へ行商に出かけていたが、やがて力をつけ、後に呉服問屋などにも影響を与えるほどになる。行商人は組合をつくり、魚沼に43人、頸城に41人、刈羽に25人がいた。